# Nokia 8110
Le Nokia 8110 est un téléphone de l'entreprise Nokia. Il est monobloc avec un clapet sur le clavier.
Il sort en 1996

## Caractéristiques
- Système d'exploitation Symbian OS
- GSM
- 141 × 48 × 25 mm   pour 152 grammes
- Écran  monochrome
- Batterie 900 mAh
- Appareil photo numérique : non

## Publicité
La Nokia 8110 est utilisé par les résistants hackers dans le film Matrix. Cependant, dans le film, le clapet est muni d'un ressort, contrairement au modèle réel ; ce ressort sera intégré dans le modèle suivant, le 7110.